# Francesco Polesini
Francesco Polesini (o anche Francesco dei marchesi Polesini; Montona, 13 dicembre 1729 – Parenzo, 9 gennaio 1819) è stato un vescovo cattolico italiano.

## Biografia
Francesco Polesini nacque a Montona il 13 dicembre 1739 da Benedetto e da Nicoletta Apolloni. I suoi studi iniziarono nella sua città natale, per poi proseguire a Capodistria per il ginnasio e infine all'Università di Padova, dove ottenne la laurea in utroque iure. La sua brillante carriera accademica lo mise in contatto con i più celebri dotti dell'epoca, e la sua cultura letteraria e la sua facondia lo resero un personaggio di spicco nel panorama intellettuale europeo. A Venezia e in altre città come Roma, dove ebbe occasione di incontrare papa Benedetto XIV, si distinse non solo per le sue capacità giuridiche, ma anche per il suo impegno nelle società letterarie e accademiche.
Il 22 giugno 1772 fu nominato vescovo di Pola da papa Clemente XIV. La consacrazione avvenne il successivo 5 luglio, per mano del cardinale Ferdinando Maria de' Rossi, co-consacranti Francesco Saverio de Zelada (arcivescovo titolare di Petra) e Giuseppe Maria Contesini (arcivescovo titolare di Atene).
Annoverati fra i maggiori proprietari terrieri, i Polesini coronarono la loro ascesa nobiliare conseguendo dalla Repubblica il titolo marchesale, con ducale del 23 maggio 1788. Sempre nel 1778, fu nominato vescovo di Parenzo, dove si trasferì definitivamente. Il suo impegno religioso e culturale si intrecciò con il suo ruolo di uomo di lettere, e fu promotore di molte iniziative intellettuali, prendendo parte ad accademie e istituzioni culturali in Italia e all'estero. La sua erudizione gli valse la stima dei più illustri intellettuali e dei leader ecclesiastici e politici del suo tempo. Nonostante le numerose offerte per promuovere la sua carriera, Francesco Polesini scelse di rimanere vicino alla sua famiglia e alla sua diocesi, vivendo una vita tranquilla lontano dalle tensioni politiche del tempo.
La sua vita si concluse il 9 gennaio 1829 a Parenzo, dove fu sepolto nella cappella di Santa Anna, nel podere di Cervera, che aveva acquistato e che divenne il suo rifugio. La sua morte lasciò un grande vuoto nella provincia, poiché era molto amato e rispettato da tutti coloro che lo conoscevano. Durante i suoi funerali, la città gli rese omaggio con solenni celebrazioni e una preghiera funebre che ne sottolineava la grandezza morale e intellettuale.

## Genealogia episcopale
La genealogia episcopale è:
- Cardinale Scipione Rebiba
- Cardinale Giulio Antonio Santori
- Cardinale Girolamo Bernerio, O.P.
- Arcivescovo Galeazzo Sanvitale
- Cardinale Ludovico Ludovisi
- Cardinale Luigi Caetani
- Cardinale Ulderico Carpegna
- Cardinale Paluzzo Paluzzi Altieri degli Albertoni
- Cardinale Flavio Chigi
- Papa Clemente XII
- Cardinale Giovanni Antonio Guadagni, O.C.D.
- Cardinale Ferdinando Maria de' Rossi
- Vescovo Francesco Polesini